# Hubert-Yves Rose
Hubert-Yves Rose (* 8. November 1944 in Montreal) ist ein kanadischer Drehbuchautor und Filmregisseur.

## Leben
Rose studierte Literaturwissenschaft an der Universität Montreal. Als Stipendiat des Canada Council for the Arts und des Kulturministeriums von Québec debütierte er als Drehbuchautor für das National Film Board of Canada und arbeitete als Regieassistent an Kurzfilmen von Jean Beaudin mit. 1976 schrieb und inszenierte er den Film L’Heure bleue. Anschließend arbeitete er als Regieassistent bei Radio-Québec und wirkte als Dokumentarist, Drehbuchautor und Moderator an einer Reihe von Sendungen zum Thema Kino mit. 
1983 drehte er einen Kurzfilm mit dem Titel Voyageur, der auf zahlreichen internationalen Festivals präsentiert wurde. 1987 drehte er seinen ersten Spielfilm, La Ligne de cœur, dessen Drehbuch er gemeinsam mit Micheline Lanctôt schrieb. Als Drehbuchautor war er auch an Sébastien Roses Film Le banquet (2008) und Micheline Lanctôts Film Autrui beteiligt, der 2015 für den Großen Preis beim Rendez-vou du Cinéma Québécois nominiert war.

## Filmographie
- 1976: L'heure bleue, Kurzfilm, Drehbuch und Regie
- 1983: Voyageur, Kurzfilm, Drehbuch und Regie
- 1987: La ligne de chaleur, Drehbuch und Regie
- 2008: Le banquet, Drehbuch
- 2015: Autrui, Drehbuch